# راسل لوتز
راسل لوتز (بالإنجليزية: Russell Lutz)‏ (14 سبتمبر 1968)؛ روائي أمريكي.